# Именные поезда Нижегородского метрополитена
Именные поезда Нижегородского метрополитена — составы, имеющие собственное имя, присвоенное в честь каких-либо людей, событий, в рамках тематических акций и т. п. Как правило, такие составы имеют какие-либо отличительные особенности. Спектр таких особенностей может быть широким: от простых табличек на головных вагонах или внутри их до полностью оригинального оформления всех вагонов или даже конструктивных отличий вагонов состава от обычных вагонов того же типа.

## Действующие

### «Россия — моя история»
Запущен в ноябре 2017 года. Ходит по Автозаводской и Сормовско-Мещерской линиям. Головные и промежуточные вагоны снаружи имеют оформление на тему «Россия — моя история». На вагонах изображены знаменитые люди 18-19 веков (А. Пушкин, М. Горький, Николай I, Л. Толстой и др, и их цитаты). Изнутри вагоны не оформлены.
В качестве подвижного состава поезда используются вагоны типа 81-717/714.
Поезд «Россия — моя история» имеет составность 8671-7832-7828-8672

### «Стрелка»
Запущен 12 июня 2018 года вместе со станцией метро «Стрелка». Ходит по Автозаводской и Сормовско-Мещерской линиям. Головные вагоны украшены фотографиями Нижнего Новгорода с видом на Стрелку, изнутри размещены фотографии времён строительства станции метро «Стрелка». Промежуточные никак не оформлены.
В качестве подвижного состава поезда используются вагоны типа 81-717.6/714.6.
Поезд «Стрелка» имеет составность 27036-20084-20083-20082-27035

### «Максим Горький»
Запущен 12 июня 2018 года вместе со станцией метро «Стрелка». Ходит по Автозаводской и Сормовско-Мещерской линиям. Головные вагоны украшены декоративной надписью «Максим Горький». Промежуточные никак не оформлены.
В качестве подвижного состава поезда используются вагоны типа 81-717.6/714.6.
Поезд «М. Горький» имеет составность 27044-20094-20093-27043

### «Пионер»
Был введён в эксплуатацию вместе с первым пусковым участком 20 ноября 1985 года. Он был назван в честь горьковских пионеров, активно сдававших металлолом, который и был использован при постройке состава.
Эксплуатировался с 1985 по 2009 годы.
В качестве подвижного состава поезда были использованы вагоны типа 81-717/714.
По бокам головных вагонов раньше были сделаны надписи «Пионер», а также были нанесены изображения пионерского значка с пионерским девизом «Всегда готов!». Внутри салона было использовано красное освещение. Эффект достигался чередованием красных и белых ламп. Причём красными были сами лампы, а не плафоны. Именной состав «Пионер» имел составность 0041-9878-9879-0043
Позже, при ремонте вагонов, изображение пионерского значка и надпись «Всегда готов!» решено было закрасить, а красное освещение заменить на обычное.
В 2009 году состав был расцеплен, головные и промежуточные вагоны оказались в других поездах.
В 2014 году при подъёмочном ремонте вагонов № 0041 и № 0043 надписи «Пионер» были закрашены.
В 2018 году вагоны 81-717 № 0041 и № 0043, вагоны 81-714 № 9879 и № 9878 были отправлены на капитальный ремонт на ОЭВРЗ.
В мае 2022 года, к 100-летию Всесоюзной пионерской организации им. Ленина, поезд был перезапущен. На головные вагоны № 0041 и № 0043, опять были наклеены надписи "Пионер" и изображения пионерского значка с пионерским девизом «Всегда готов!».

### Галерея действующих именных поездов

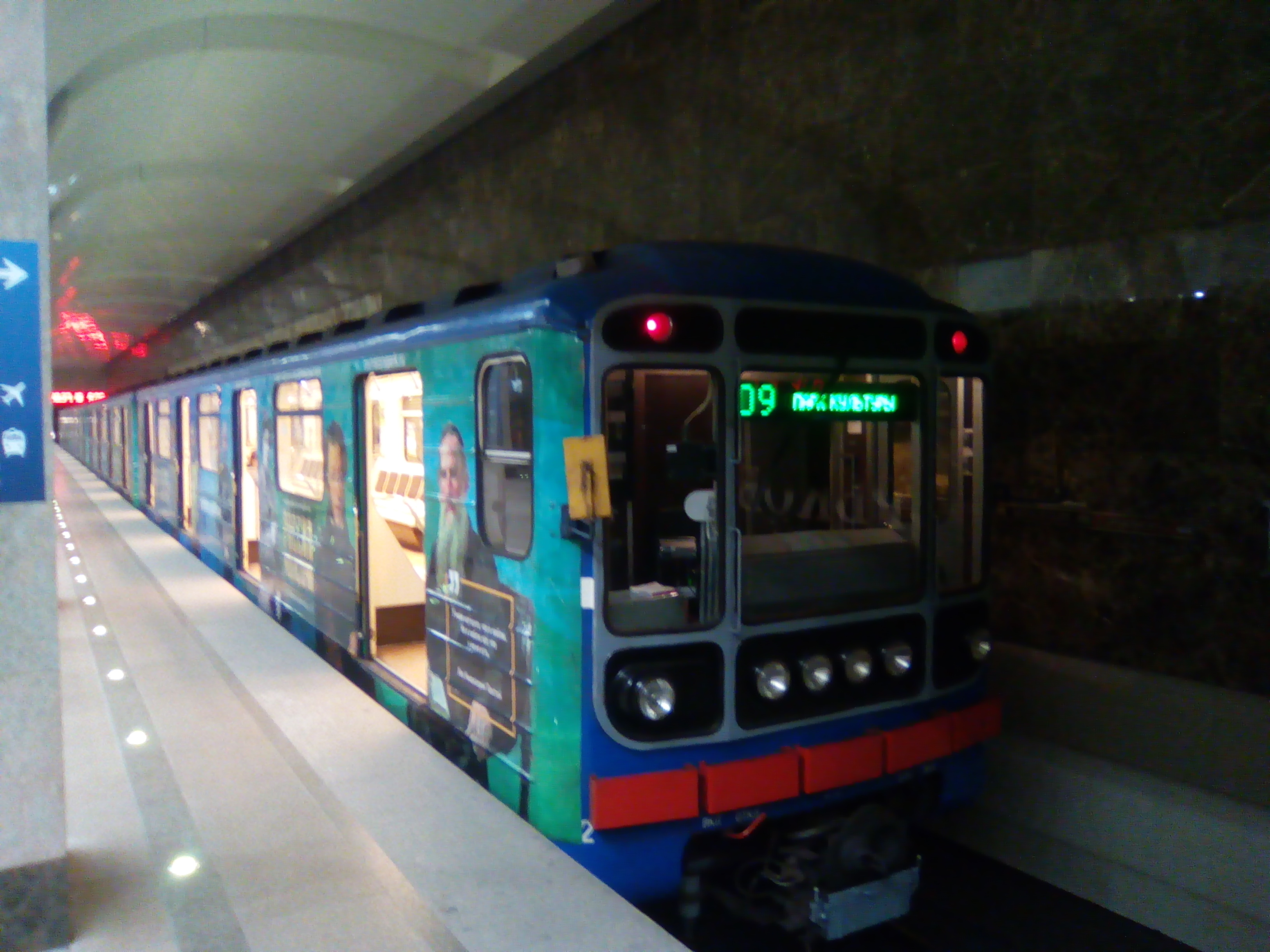
«Россия-моя история»
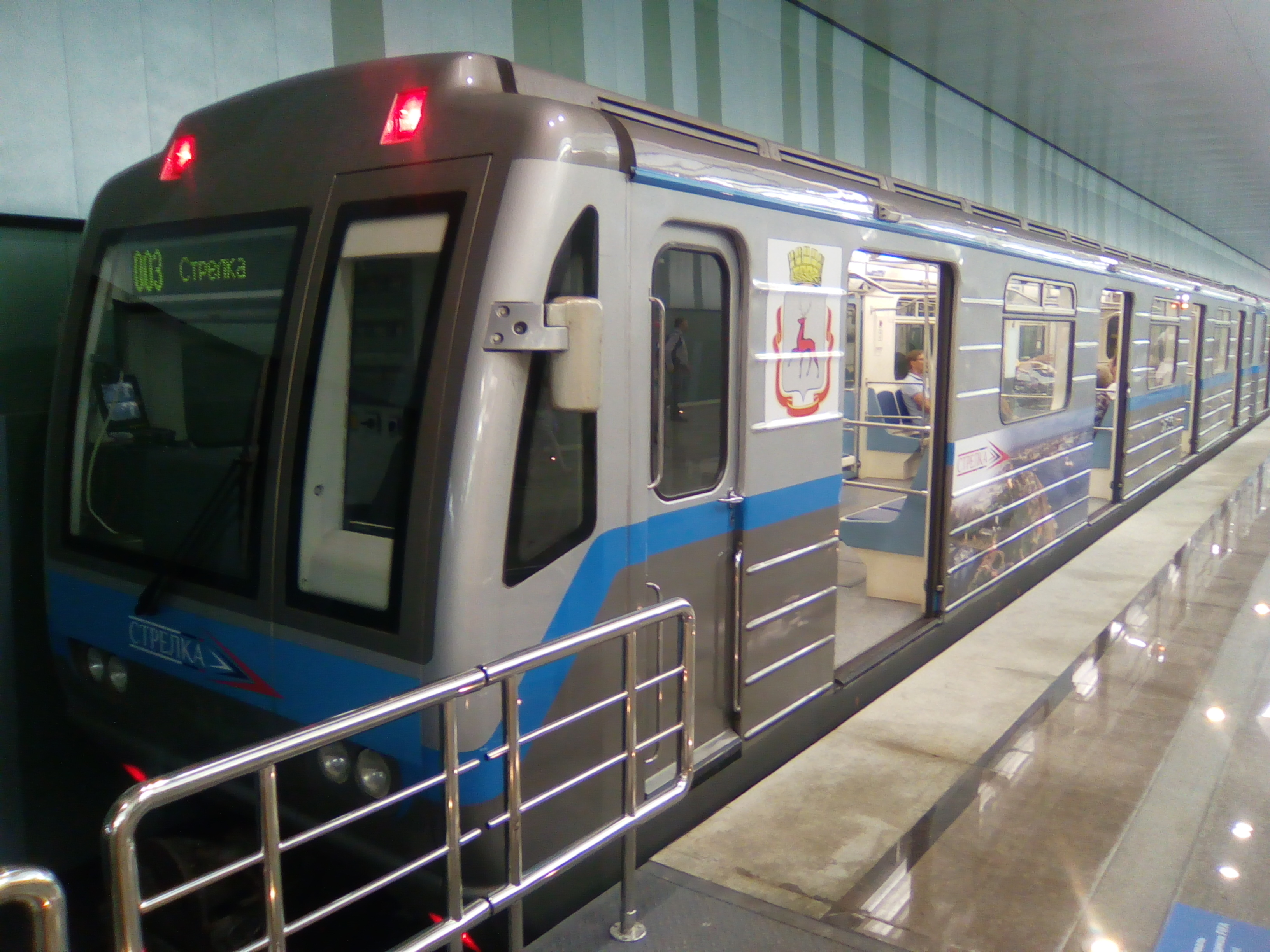
«Стрелка»

## Прекратившие существование

### «Кузьма Минин»
Запущен 4 ноября 2012 года, ходил по Автозаводской и Сормовско-Мещерской линиям
В качестве подвижного состава использовались вагоны 81-717.6/714.6.
Снаружи были украшены только головные вагоны. На них была нанесена надпись «Кузьма Минин», выполненная старославянским шрифтом, и плакатами «400 лет подвигу Нижегородского ополчения». Изнутри головные вагоны изначально украшали репродукции картин по теме ополчения, но летом 2013 года они были сняты.
Состав «Кузьма Минин» имел составность 27023-20067-20068-27024
В феврале 2022 года, поезд был отставлен от работы, головные вагоны стали донорами запчастей.

### «Чемпионат мира по футболу 2018»
Был запущен 23 июня 2017 года в связи с проходящим с 14 июня по 15 июля 2018 года чемпионатом мира по футболу. Ходил по Автозаводской и Сормовско-Мещерской линиям. Головные и промежуточные вагоны снаружи имели футбольную тематику. Изнутри вагоны не были оформлены. Зимой 2019 года, оформление с вагонов было снято.
В качестве подвижного состава поезда использовались вагоны типа 81-717/714.
Поезд «Чемпионат мира по футболу 2018» имел составность 8648-7823-7830-8667

### «70 лет Победы» + «30 лет Нижегородскому метрополитену»
Был запущен в апреле 2015 года к 70-й годовщине Победы в Великой Отечественной войне. Ходил по Автозаводской и Сормовско-Мещерской линиям. К 70-летию Победы были оформлены головные вагоны, в салонах которых, были развешены портреты ветеранов войны, которые позже работали в Нижегородском метрополитене. Промежуточные вагоны были оформлены к 30-летнему юбилею Нижегородского метрополитена. С одной стороны промежуточных вагонов в ряд были выставлены фотографии станций Автозаводской линии, с другой стороны — Сормовско-Мещерской. В апреле 2016 года к 71-й годовщине Победы, надпись на головных вагонах была изменена и стала такой: «71 год Победы в Великой Отечественной войне» и с тех пор ежегодно менялась. В начале 2019 года, оформление с вагонов было снято.
В качестве подвижного состава поезда использовались вагоны типа 81-717/714.
Поезд «70 лед Победы» + «30 лет Нижегородскому метрополитену» имел составность 8650-7826-7834-8653

### «М. Горький — 150 лет»
Запущен в январе 2018 года, к 150-летию Максима Горького. Ходил по Автозаводской и Сормовско-Мещерской линиям. Головные и промежуточные вагоны снаружи имели оформление на тему «М. Горький 150 лет». На головных вагонах были надписи «Н. Новгород — Горький — Н. Новгород». Изнутри вагоны были оформлены, как библиотека, с цитатами из произведений Максима Горького.
В качестве подвижного состава поезда использовались вагоны типа 81-717/714.
Поезд «М. Горький — 150 лет» имел составность 8665-9883-9879-0042
В начале 2022 года, оформление было снято.

### Галерея бывших именных поездов

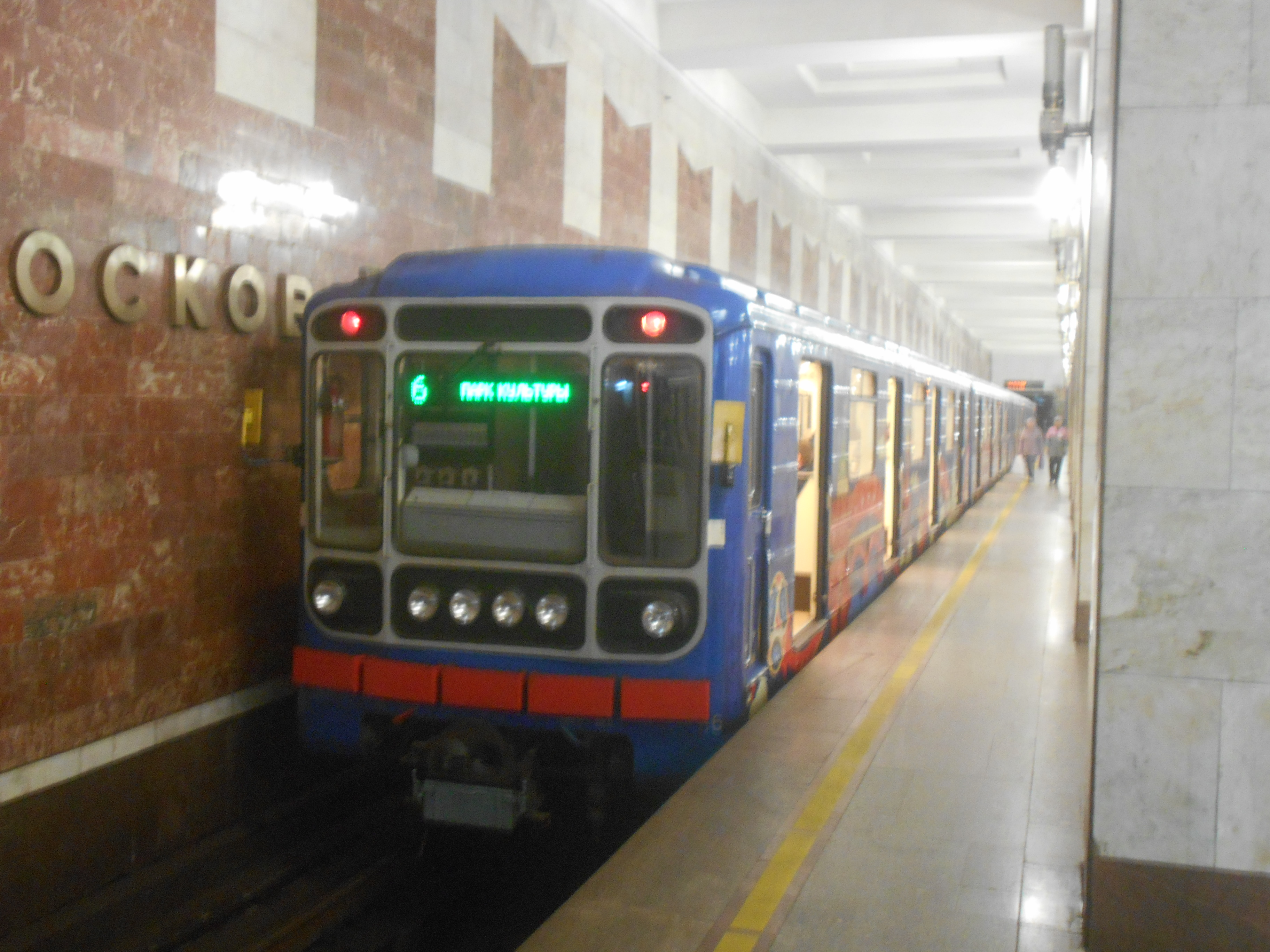
«Чемпионат мира по футболу-2018»
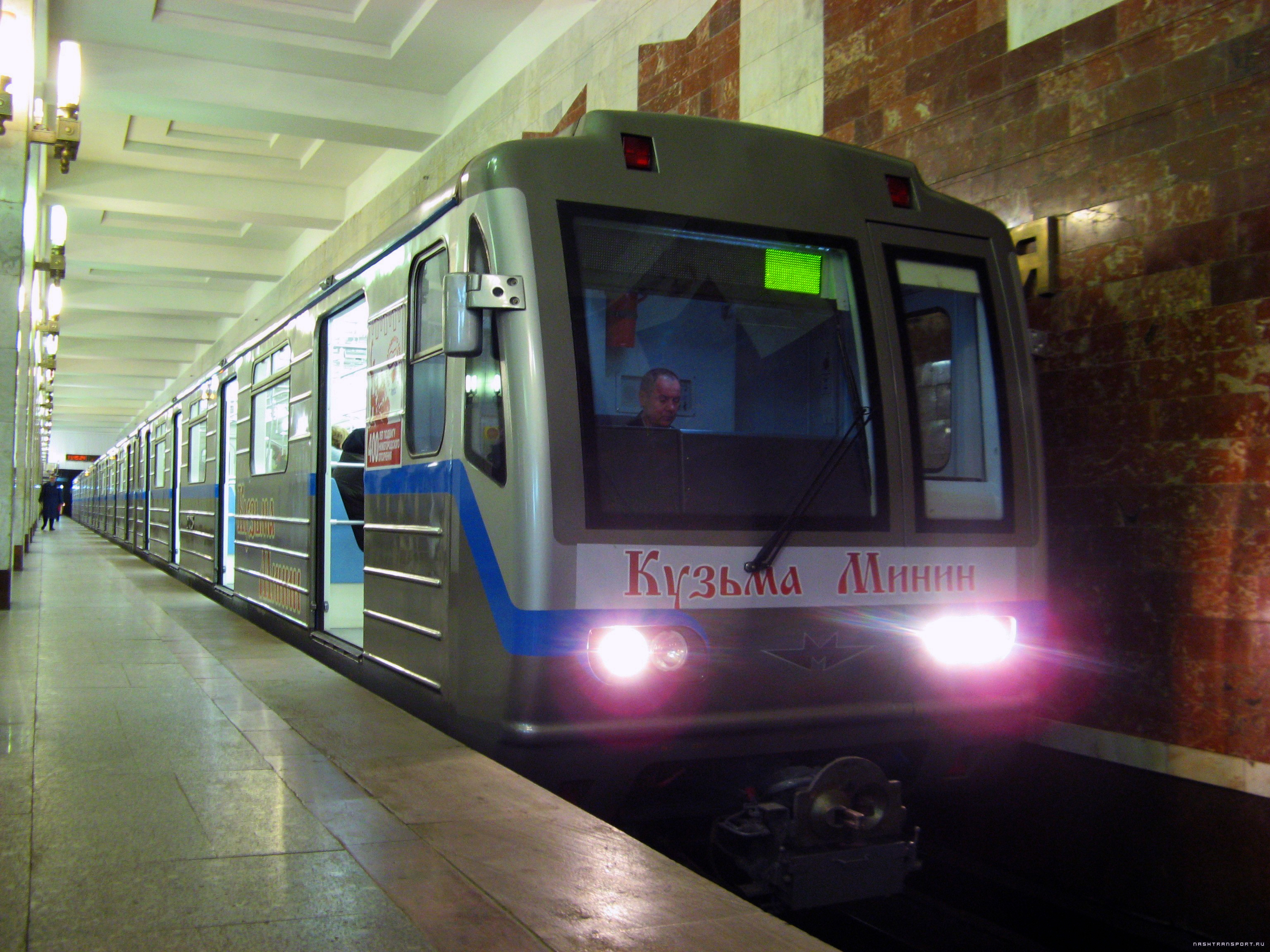
«Кузьма Минин»
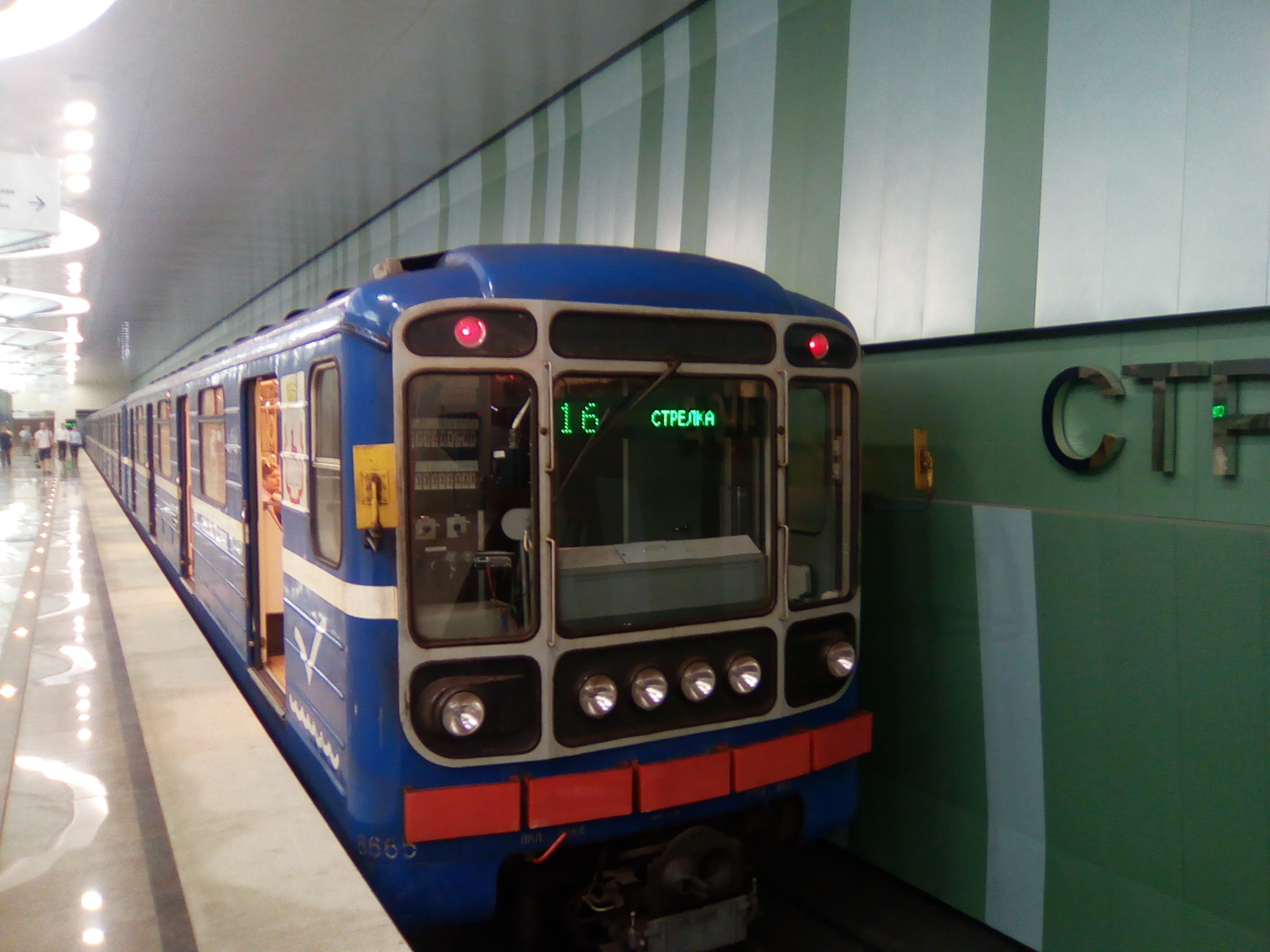
«Максим Горький - 150 лет»
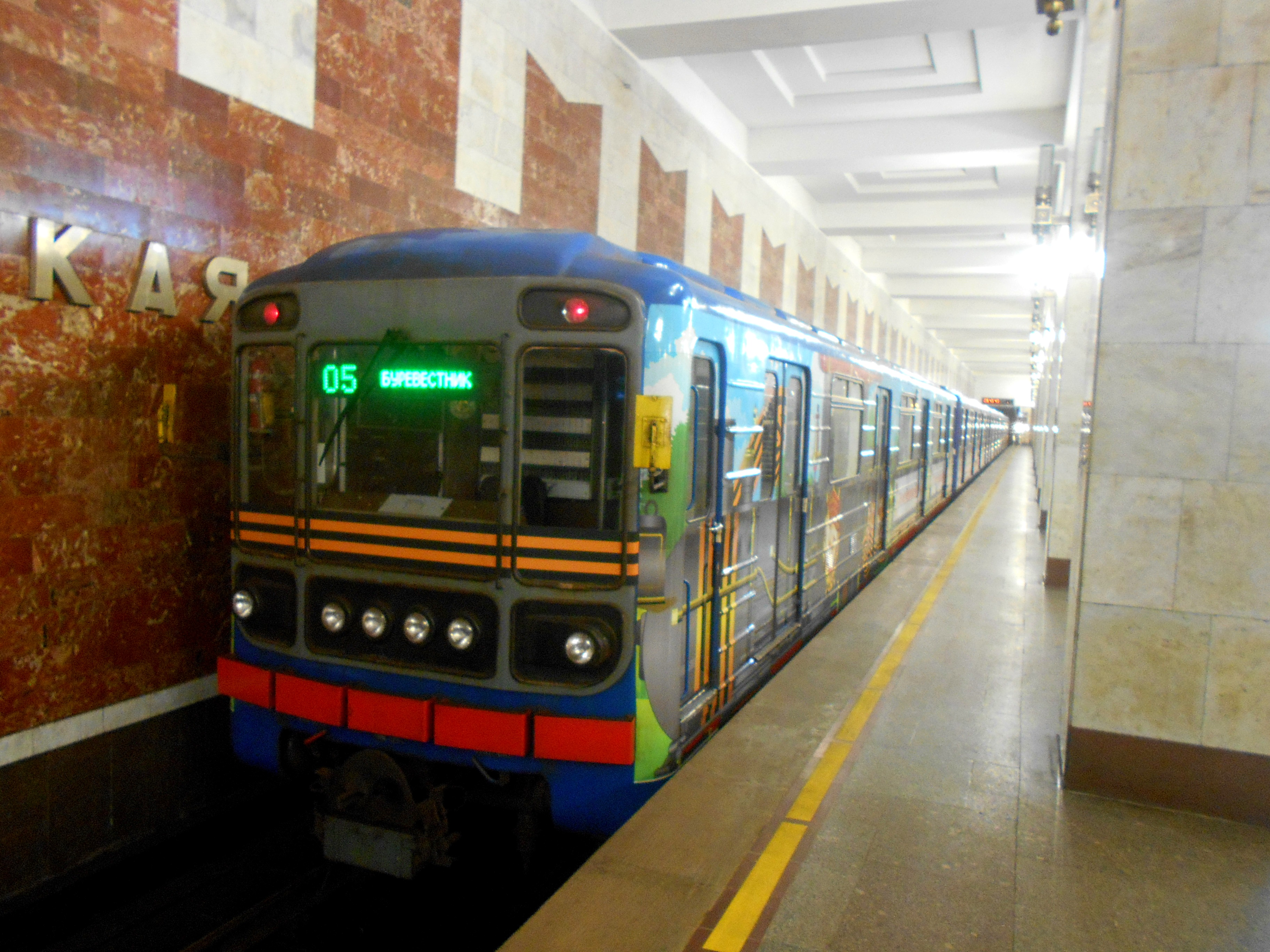
«70 лет Победы+30 лет Нижегородскому метрополитену»